# Sebastian Grätz
Sebastian Grätz (* 20. Februar 1964) ist ein deutscher evangelischer Theologe.

## Leben
Nach dem Studium der Evangelischen Theologie in Kiel und Jerusalem, der Promotion in Kiel 1998, dem Vikariat (1996/1997) in Hamburg und der Ordination 1998 war er von 1997 bis 2000 wissenschaftlicher Assistent in Leipzig. Nach der Habilitation 2002/2003 in Bonn ist er seit 2008 Universitätsprofessor für Altes Testament an der Evangelisch-Theologischen Fakultät der Johannes Gutenberg-Universität Mainz.
Seine Forschungsschwerpunkte sind Geschichte und Religionsgeschichte des Alten Israel, Prophetie und nachexilisches Schrifttum des Alten Testaments.